# マクセルイズミ
マクセルイズミ株式会社（英: Maxell Izumi Co., Ltd.）は、長野県松本市に本社を置き、主にシェーバー、ヘアケア製品などの理美容機器や毛玉取り器などの家電製品や超高圧油圧技術を用いた電設工具（圧着・圧縮・切断など）の製造販売を行う企業である。マクセルの完全子会社。かつてオランダのフィリップスからアメリカ市場におけるシェーバーの特許侵害を理由として告訴されたが（泉精器・フィリップス特許権侵害訴訟）、法廷闘争の末、これを退けた。2018年10月にマクセルの連結子会社になり、2019年4月に泉精器製作所からマクセルイズミに社名を変更した。

## 沿革
- 1939年 - 東京府東京市大森区大森町（現・東京都大田区大森）にて創業。
- 1944年 - 株式会社泉精器製作所（初代）として設立。
- 1945年 - 戦争により長野県松本市へ疎開。
- 1956年 - 電気かみそり用刃の製造を開始。
- 1957年 - ゼンマイ式カミソリの開発。電設工具販売を開始。
- 1962年 - 電電公社、電力会社に圧着・圧縮工具の納入開始。
- 1965年 - ヘアードライヤーの製造開始。
- 1972年 - 電設工具の海外市場を開拓開始。
- 1975年 - 国内で初めて屋内配線用電線接続工具について日本工業規格（JIS）適合性認証を取得。
- 1977年 - ロータリー式電気かみそりを開発、OEM供給開始
- 1987年 - 香港に関連会社を設立し、中国に進出。
- 1989年 - 世界初の充電油圧式電設工具E-Roboシリーズを開発し、販売を開始。
- 1993年 - 充電油圧式工具においてJIS第一号の表示許可。
- 1994年 - 深圳に家電製造子会社を設立
- 1995年 - 国内で初めて電設工具（工具事業）に対するISO9001の認証を取得
- 1998年 - 家電事業においてISO9001の認証を取得
- 1999年 - ISO14001の認証を取得
- 2008年4月1日 - セイコースポーツライフ（旧社名：セイコーエスヤード）より男性用シェーバー、女性用理美容家電機器、毛玉取り器の事業を譲受。
- 2009年 - 長野地方裁判所に民事再生法の適用を申請。負債総額は約161億円[4][5][6][7]。民事再生手続の開始決定を受け、株式会社ゴードンブラザースジャパンより再生支援として、融資枠の設定を受ける。
- 2010年8月 - 電設工具・家電事業を、WISE PARTNERS株式会社傘下のファンド、及び株式会社日本政策投資銀行が出資し設立した新会社（イズミホールディングス株式会社）に譲渡。新会社の商号を株式会社泉精器製作所（2代）に変更、承継会社として今後、当該事業を担当する。なお、従前会社（旧・株式会社泉精器製作所）についてはその商号を笹賀管理株式会社に変更のうえ、専ら債務弁済業務を遂行し、最終的に清算される計画である[8]。
- 2013年3月29日 - シェーバー VIDAN 広報担当として「松本イズミ」が登場。
- 2014年10月1日 - 2008年にセイコーエスヤードから引き継いだ事業を終了。補修用性能部品の保有期間満了に伴い、各種の製品本体、補修用部品の販売と修理業務など。公式を参照
- 2016年6月15日 - 東京海上キャピタル管理・運営する「TMCAP2011投資事業有限責任組合」の子会社となる[9]。
- 2017年4月1日 - TMC BUYOUT8株式会社が泉精器製作所（2代）を吸収合併。同時にTMC BUYOUT8の商号を株式会社泉精器製作所（3代）へ変更。
- 2018年10月1日 - マクセルホールディングス株式会社（現・マクセル株式会社）と株式会社日本政策投資銀行が共同出資したマクセル特別目的株式会社が全株式を取得し、マクセル特別目的株式会社の完全子会社となると同時に、マクセルホールディングスと日本政策投資銀行との間の当事者間契約によりマクセルホールディングスの連結子会社となる[1][10][11]。
- 2019年
  - 3月8日 - マクセル特別目的の本社を東京都港区から長野県松本市へ移転[12]。
  - 4月1日 - マクセル特別目的を存続会社として、泉精器製作所（3代）を吸収合併。同時に商号をマクセル特別目的株式会社からマクセルイズミ株式会社（Maxell Izumi Co., Ltd.）へ変更[11][13]。なお、製品におけるイズミブランドは当面の間、継続して使用される。
- 2020年
  - 7月1日 - マクセルホールディングスが日本政策投資銀行の保有するマクセルイズミの発行済み株式を取得。マクセルホールディングスの出資比率が100%となり、完全子会社（機能子会社）となる。
  - 8月24日 - 業界初[14] 6 枚刃シェーバーを含む10 機種[15]がマクセルから発売
  - 10月1日 - イズミ 「クリーンカット」シリーズ 回転式シェーバーが2020年グッドデザイン・ロングライフデザイン賞を受賞
- 2022年
  - 9月 - 小型軽量の電動機械式工具（圧着専用）「nano18」発売
  - 12月 - イズミ V シリーズ シェーバー「IZF-V931」が 価格.com プロダクトアワード 2022[16] 美容家電部門で「大賞」 シェーバーカテゴリで「金賞」 をダブル受賞
- 2023年
  - 4月 - マクセルのライフソリューション事業の九州事業所をマクセルイズミに移管。マクセルイズミ 九州事業所として開設。これに伴いマクセルのコンシューマー事業と共に同社のコンシューマー事業の販売を株式会社電響社（株式会社デンキョーグループホールディングス）へ譲渡
- 2024年
  - 12月 - イズミシェーバー2 製品が「価格.com プロダクトアワード 2024」の美容・健康家電部門シェーバーカテゴリで「金賞」(IZF-V543W)と「銅賞」(IZF-E863W)をダブル受賞
- 2025年
  - 4月 - 電動機械式工具「nano18」において、JIS 規格（JIS C 9711）屋内配線用電線接続工具の電動機械式工具カテゴリとしては国内初の JIS 認証を取得。

## 製品

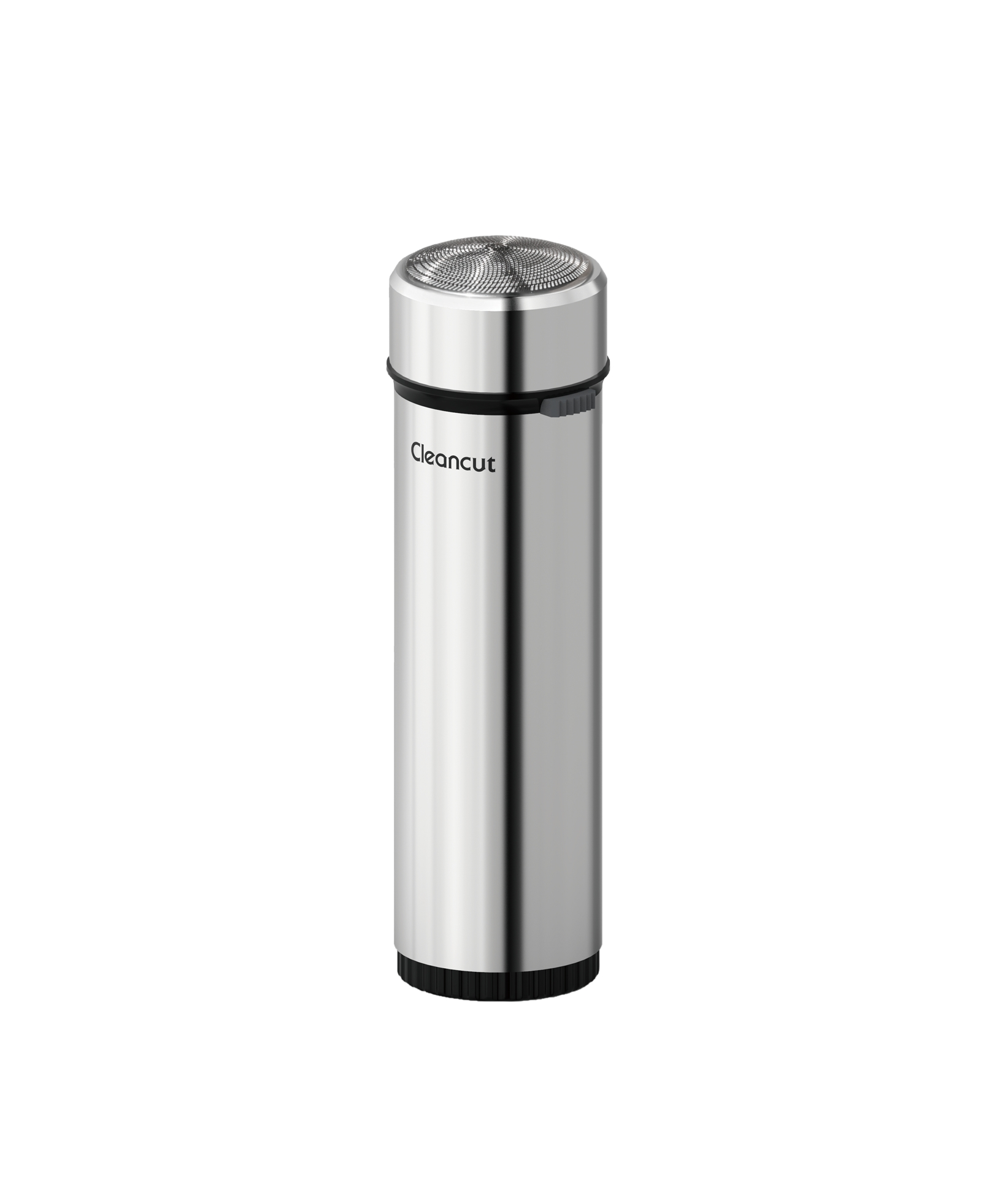
Cleancut IZD-C289-S

家電製品
- 電気シェーバー
2008年の事業譲渡を経てIZUMIブランドの販売に注力。2015年発売の「Vシリーズシェーバー」から本格的にIZUMIブランドを展開。2020年8月には業界初[14] 6 枚刃シェーバーの販売を開始。また、トラベル、ポータブルに適した「Cleancutシリーズ」の中でアルミボディのIZD-C289はOEM開始から約40年間販売しているロングセラーモデル。2020年グッドデザイン・ロングライフデザイン賞を受賞[17]
- 毛玉取り器
「毛玉とるとる」の名称で販売され、2014年モデルからは衣類を着たままで毛玉のケアができる「着たままカット」を搭載。
- ヘアードライヤー
IZUMIブランドのAllure（アリューア）シリーズのほか、LOUVREDO との共同特許[18]を取得したCALEA 復元ドライヤーなど。
- ヘアカッターSERIES7充電工具

工具製品
- 充電油圧式多機能工具
- 電動機械式工具（圧着）
- 手動/充電式/ヘッド分離式の圧着・圧縮工具
- 各種ケーブルカッタ・ワイヤカッタ

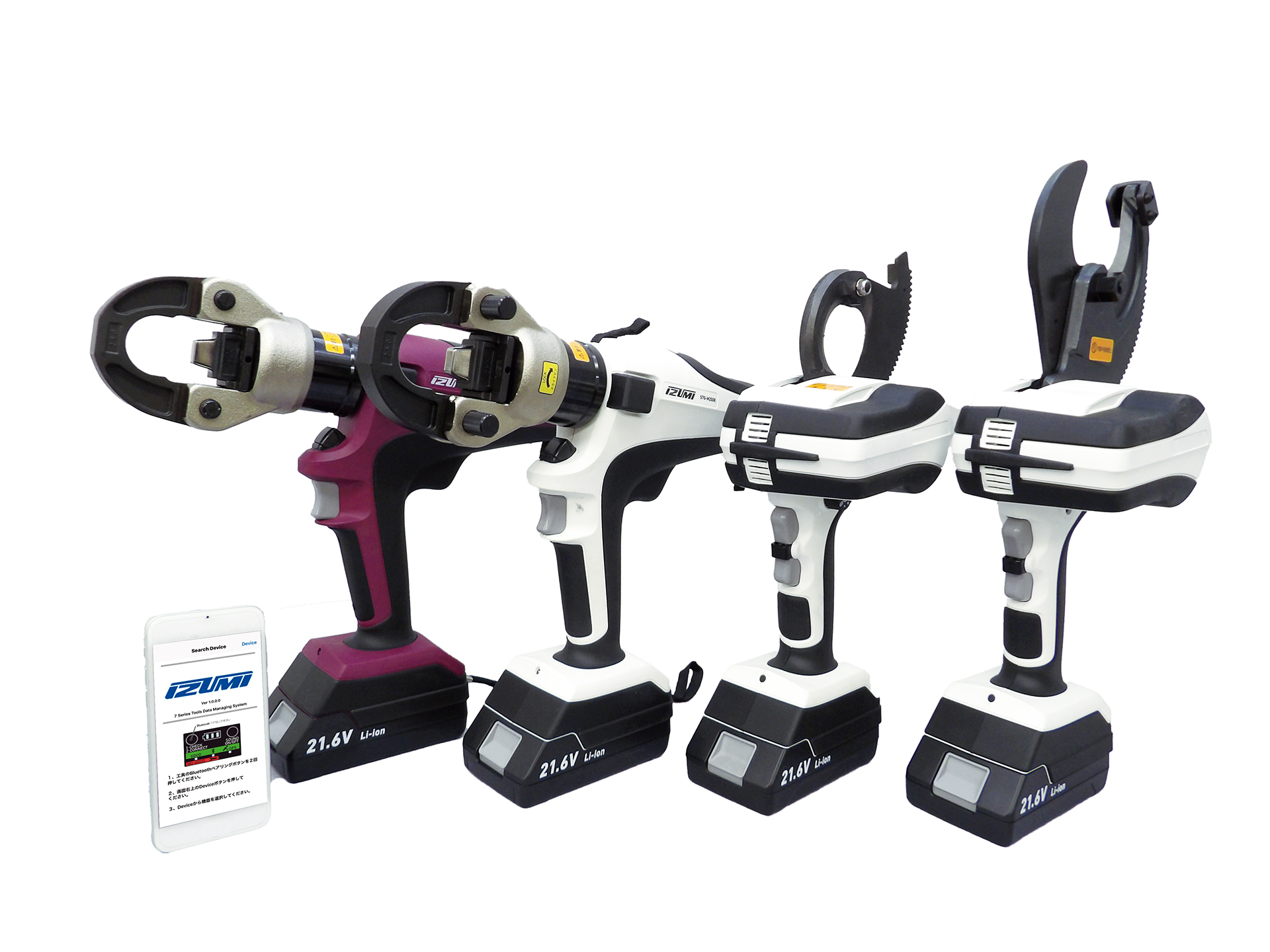
SERIES7充電工具

- 屋内配線用電線接続工具　JIS C 9711認証取得。
- 主要電力10社の規格を満たした製品群。
- 水道管、ガス管接続工具のOEM供給。
- 世界各国の基準に合わせた専用工具をワールドワイドで供給。

## 関連会社
- 泉制品香港有限公司
- 港泉精密制品（深圳）有限公司

## 松本イズミ
シェーバーシリーズ「VIDAN」の広報を担当するキャラクターとして2013年3月29日にツイッターアカウントが開設される。同年4月1日には公式サイトを開設した。イラストは色詩による。萌えキャラ学会の正会員。2016年4月1日から9月21日まで南本あおいが公認コスプレイヤーとして就任していた。また、妹分として企画及び工具担当の「松本いずみ（ひらみん）」もいて、こちらもTwitterアカウント(@hiramin_pp)を持っており、イズミとの掛け合いをしたりする。
2018年6月20日に、自身の結婚の為同月29日に活動を終了することが発表され、妹のいずみも『ここじゃないどこかに向かうため』に活動終了することが発表された。